# Де Сар, Жан-Франсуа
Жан-Франсуа́ Де Сар (фр. Jean-François De Sart; 18 декабря 1961, Варем, Бельгия) — бельгийский футболист, защитник, известный по выступлениям за «Льеж», «Андерлехт» и сборной Бельгии. Участник Чемпионатов мира 1990 года. С 1999 по 2011 год тренировал молодёжную сборную Бельгии. Сыновья Жана-Франсуа — Жюльен и Алексис — также профессиональные футболисты.

## Клубная карьера
Де Сар начал свою карьеру в клубе «Льеж». В сезоне 1981/1982 году он дебютировал за команду в Жюпиле лиге. В 1990 году Жан-Франсуа помог клубу выиграть Кубок Бельгии. В 1991 году де Сарт перешёл в «Андерлехт» и выступал там на протяжении двух лет являясь сменщиком Мишеля де Вольфа и Грама Рутьеса. В 1993 году Жан-Франсуа стал чемпионом Бельгии. В том же году он вернулся в «Льеж», где через два года завершил карьеру.

## Международная карьера
27 мая 1989 года в товарищеском матче против сборной Югославии де Сар дебютировал за сборную Бельгии. В 1990 году он был включен в заявку национальной команды на участие в Чемпионате мира в Италии. На турнире он был запасным и на поле так и не вышел.

## Достижения
Командные
 «Льеж»
- Обладатель Кубка Бельгии — 1990

 «Андерлехт»
- Чемпион Бельгии — 1993